# 群馬県道368号上中森川俣停車場線

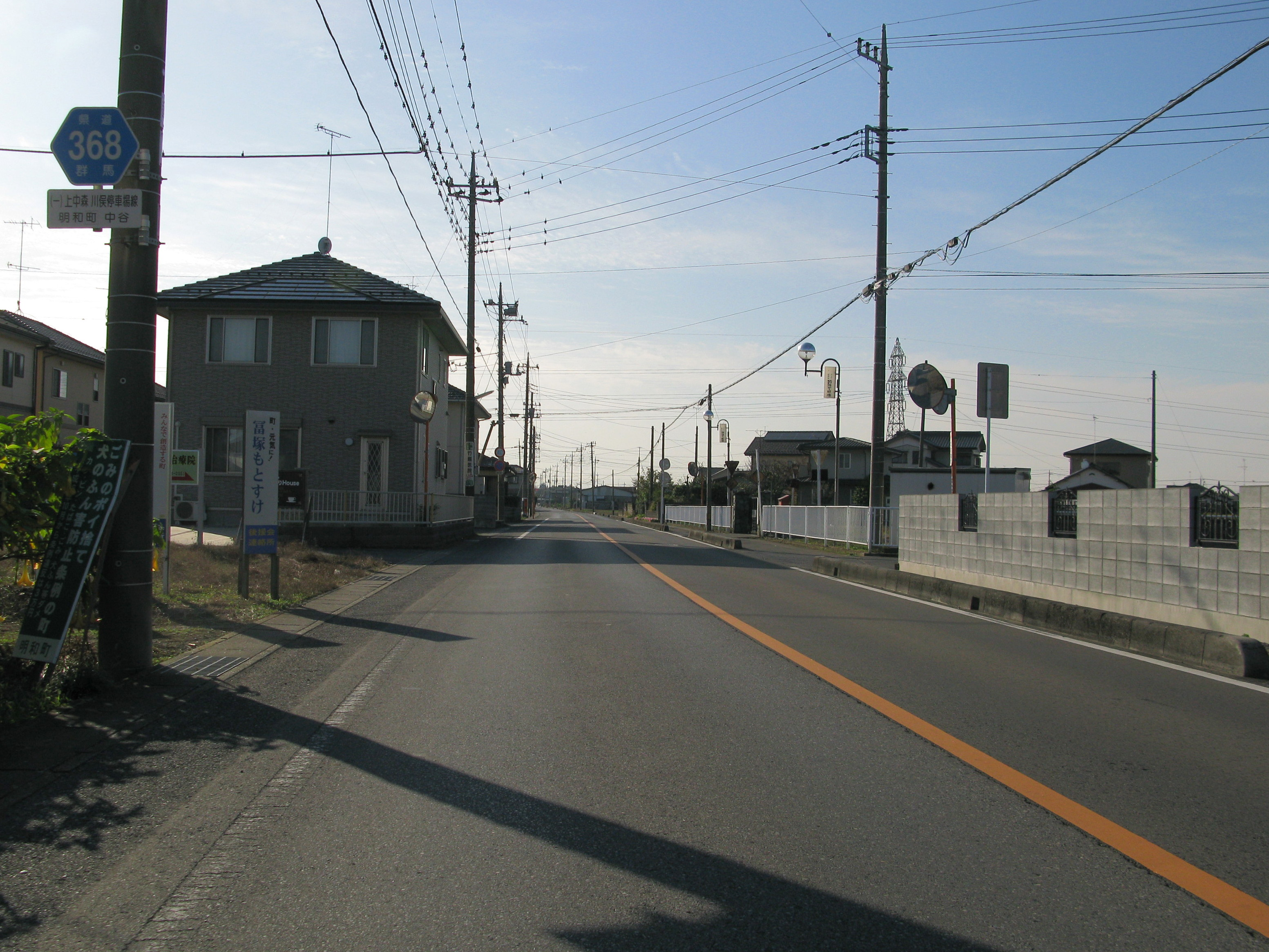
明和町中谷地区（2012年8月）

群馬県道368号上中森川俣停車場線（ぐんまけんどう368ごう かみなかもりかわまたていしゃじょうせん）は群馬県邑楽郡千代田町上中森から群馬県邑楽郡明和町の川俣駅に至る県道である。

## 路線概要
- 起点：群馬県邑楽郡千代田町大字上中森字対地894番の2地先（群馬県道20号足利邑楽行田線・群馬県道38号足利千代田線：上中森交差点）[1]
- 終点：群馬県邑楽郡明和町中谷328番の1地先 川俣駅停車場（群馬県道369号麦倉川俣停車場線）[1]
- 延長：5.709 km[1]

## 歴史
- 1972年（昭和47年）3月31日：群馬県より、県道上中森川俣停車場線（邑楽郡千代田村大字上中森 - 川俣停車場、整理番号241）として路線認定される[2]。
  - 同日、前身にあたる赤岩川俣停車場線（邑楽郡千代田村大字赤岩 - 川俣停車場、整理番号222）を廃止[3]。

## 重複区間
- 国道122号（群馬県邑楽郡明和町川俣交差点 - 同町大佐貫南交差点）
- 栃木県道・群馬県道・埼玉県道7号佐野行田線（同町大佐貫南交差点 - 大佐貫交差点）

## 通過する自治体
- 群馬県
  - 邑楽郡千代田町 - 明和町

## 周辺
- 利根大堰
- 明和町立明和西小学校
- 川俣駅